# Theater of Salvation
A Theater of Salvation az Edguy német power metal együttes 1999-ben megjelent negyedik albuma.  A felvételek 1998 nyarán zajlottak a németországi Fuldában. Ezen a lemezen debütál az együttes tagjaként Felix Bohnke dobos és Tobias Exxel basszusgitáros.

## Számlista
- The Healing Vision - 1:11
- Babylon - 6:09
- The Headless Game - 5:31
- Land of the Miracle - 6:32
- Wake up the King - 5:43
- Falling Down - 4:35
- Arrows Fly - 5:03
- Holy Shadows - 4:30
- Another Time - 4:07
- The Unbeliever - 5:47
- Theater of Salvation - 12:25
- For A Trace Of Life"(Bonus Track) - 4:13
- Walk On Fighting (Live) (Bonus Track) - 5:40
- Fairytale (Live) (Bonus Track) - 6:22

## Közreműködők
Felállás
- Tobias Sammet – ének, billentyűk
- Tobias 'Eggi' Exxel - basszusgitár
- Jens Ludwig - gitár
- Dirk Sauer - ritmusgitár
- Felix Bohnke - dob

## Külső hivatkozások
- Theater of Salvation a Metalstormon
- Theater of Salvation az Edguy hivatalos honlapján